# Conax
Conax (官方中文名称：挪威康纳斯有限公司)是一間專門設計数位電視條件收視模組(conditional access)的公司。該公司總部位於挪威首都奧斯陸，同時在美国、印度及德国成立子公司。而銷售及支援辦事處則設立在俄羅斯、新加坡、中国、南韓、巴西以及加拿大。

## 簡介
在1986年，Conax原本是研究小組名称，由挪威電信成立，隸屬於挪威電信研究及發展部門。自1992年開始，該部門的技術，包括世界上第一張付費電視智慧卡，開始投入大規模營運。 1994年，該小組正式独立成一間公司，現為挪威電信的子公司。
現今，挪威電信擁有Conax公司90%股權,而另外10% 由Telenor Venture II ASA擁有。
Open and Interoperable by sticking to a non-proprietary and open solution，Conax公司兼承科技技術有『自由選擇』(freedom of choice)的概念，這包括：
- 透過完全開放、公平和 and non-discriminatory 授權政策，為機上盒製造業者提供機上盒對Conax加密的支援。
- DVB及OpenCable相容傳輸格式。
- DVB SimulCrypt 為傳送及接收兩方提供相容性。
- 可分離的安全模組，使用ISO/IEC 7816智慧卡兼容標準。
- 供應共通介面(CI)、 条件收視模組 (CAMs)及CableCARD。
- Using a standard over-the-air STB loader such as the Euroloader STB loader controlled by the operator.

## 外部連結
- 官方網站（页面存档备份，存于）